# Frasering
Frasering (musikudtryk) er en kompositions opdeling i fraser (sætninger) og deres beskrivelse, i måden, hvorpå de bliver spillet eller sunget.
Ofte fejlagtigt brugt i betydningen forsiring (toneudsmykning).